# 裂肉歯

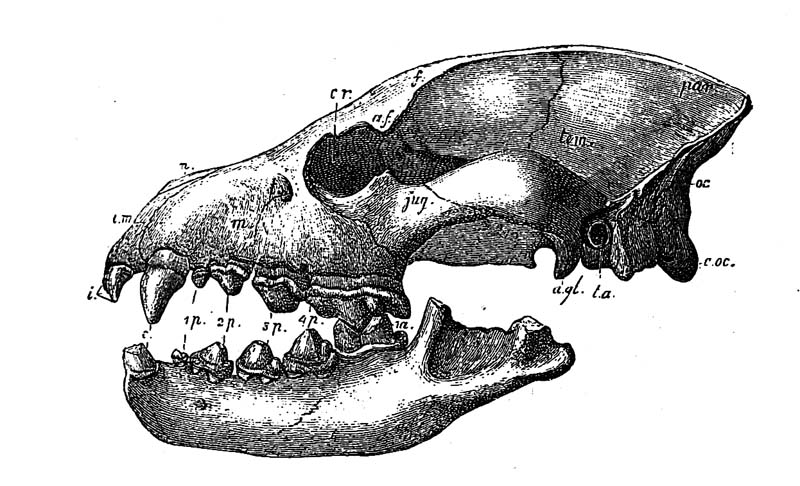
ハイエナの歯列。上顎p4と下顎mが裂肉歯

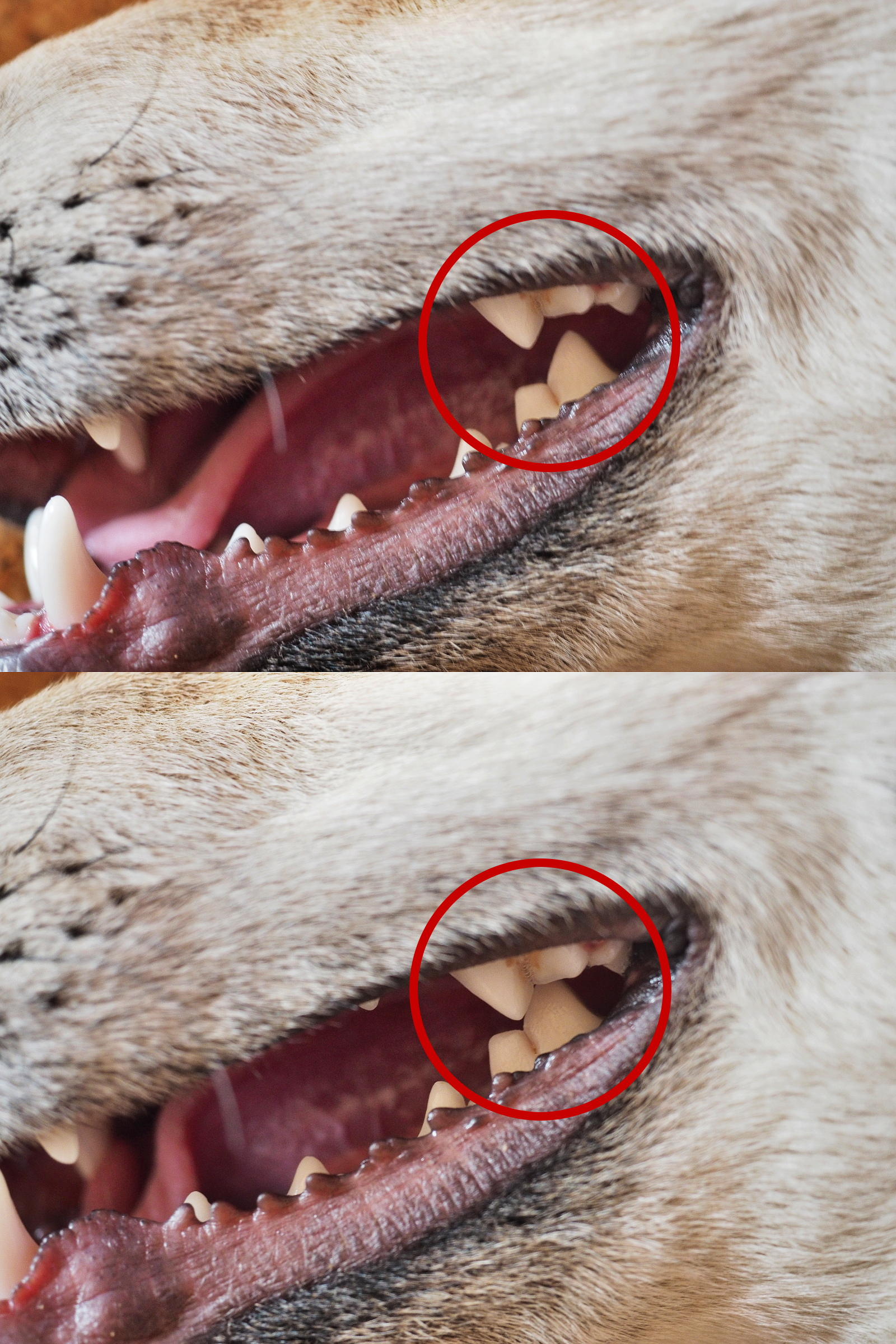
イヌの裂肉歯

裂肉歯（れつにくし）は多くの肉食哺乳類において見られる肉や骨をはさみのように剪断する歯。
裂肉歯は大きく先の尖った形状で、硬い肉の剪断、骨の粉砕に用いられる。オオカミやライオンなどの野生肉食動物において、裂肉歯が失われた場合には飢餓で死亡する。
食肉目においては、上顎の最後方小臼歯と下顎第一大臼歯が裂肉歯となっている。しかし、新生代の肉歯目では、さらに後方である上顎第一大臼歯と下顎第二大臼歯、または上顎第二大臼歯と下顎第三大臼歯が裂肉歯となっていた。